# ولینس
ولینس (به فرانسوی: Velaines) یک کامین در فرانسه است که در Canton of Ligny-en-Barrois واقع شده‌است.

## خصوصیات
ولینس ۱۰٫۷۱ کیلومترمربع مساحت و ۹۷۹ نفر جمعیت دارد و ۲۱۸ متر بالاتر از سطح دریا واقع شده‌است.